# 甘地讷格尔
甘地讷格尔（羅馬化：Gāndhīnagar，直译：「甘地之城」，發音：[ˈgɑːndʱinəgəɾ] ⓘ）为印度古吉拉特邦首府，也是印度三大規劃城市之一。甘地讷格尔市位于古吉拉特邦东北部，地处薩巴爾馬蒂河沿岸，该市也是甘地讷格尔县政府所在地，一旁設有古吉拉特邦金融特區。甘地納加以甘地命名，意為「甘地之城」。